# 김주영 (1939년)
김주영(金周榮, 1939년 1월 26일~)은 대한민국의 소설가이다.

## 학력
- 진보초등학교
- 진보중학교
- 대구농림고등학교
- 서라벌예술대학 문예창작과 졸업

## 경력
- 2012.11 제1대 한국예술인복지재단 이사장
- 2010.11 경상북도 상주시 명예홍보대사
- 2011.1 ~ 2011.12 제3기 한국문화예술위원회 위원 / 파라다이스문화재단 이사장
- 2005.11 환경부 환경홍보사
- 2004.10 제2기 환경부 환경홍보사
- 2004.3 중앙일보 라이팅 코치
- 2003.1 노무현대통령당선자 취임사 준비위원회 위원

## 생애
경상북도 청송군 진보면에서 출생하였으며, 서라벌예대를 졸업하였다. 1971년 《월간문학》에 〈휴면기〉가 당선되어 등단하였다. 주요 작품에 《머저리에게 축배를》, 《도둑 견습》, 《천둥 소리》, 《붉은 노을》, 《객주》, 《겨울새》 등이 있다. 평범한 삶을 민족사의 비극과 관련시켜 보여주며, 자기의 경험 세계에 대한 동경과 애정을 갖고 작품을 쓰는 작가로 알려져 있다.
한편, 주요 작품 중의 하나인 《객주》는 1983년과 2015년에 KBS 2TV에서 드라마화됐으며 만화가 이두호에 의해 만화화됐다.

## 수상내역
- 2013.9 제4회 김만중문학상 대상
- 2007 은관문화훈장(2등급)
- 2007 제1회 가천환경문학상 소설부문
- 2002 제5회 김동리문학상
- 2000 제2회 무영문학상
- 1998 대산문학상
- 1996 이산문학상
- 1993 대한민국문학상
- 1984 유주현문학상
- 1982 한국소설문학상